# Trimorphodon biscutatus
La culebra lira cabeza negra (Trimorphodon biscutatus) es una especie de serpiente que pertenece al género Trimorphodon. Es nativo del sur de Estados Unidos,  México, Guatemala, El Salvador, Honduras, Nicaragua, y Costa Rica.